# Cristian Rico
Pour les articles homonymes, voir Rico.
Rico  Lemus est un nom espagnol. Le premier nom de famille, en général paternel, est Rico ; le second, en général maternel, souvent omis, est Lemus.
Cristian Rico Lemus, né le 29 juin 2001 à Paipa, est un coureur cycliste colombien.

## Biographie
Cristian Rico est originaire de Paipa,. Il s'intéresse au cyclisme depuis son plus jeune âge. Au collège, il parcourt régulièrement à vélo le trajet montagneux qui relie son domicile au collège où il est scolarisé, à plus de 3 200 mètres d'altitude. Il prend sa première licence dans un club basé sur ses terres natales. En 2018, il se classe quatrième de la version cadet du Tour de Colombie. Il participe ensuite à ses premières compétitions européennes en 2019, sous les couleurs d'un club d'Arcabuco. 
En 2022, il intègre l'équipe continentale Colombia Tierra de Atletas-GW Shimano. Avec cette formation, il se révèle sur le Tour de Colombie en terminant deuxième d'une étape et dixième du classement général, après avoir porté le maillot de leader durant trois jours. Il obtient également de bons résultats dans des courses par étapes colombiennes en 2023. La même année, il se fait remarquer sur le territoire italien en remportant l'épreuve Bassano-Monte Grappa, destinée aux grimpeurs. Il finit par ailleurs troisième de la Coppa Bologna, ou encore huitième d'une étape du Tour de la Vallée d'Aoste.
Lors de la saison 2024, il améliore ses performances sur le Tour de Colombie en terminant sixième du classement général, avec le gain d'une étape. Il se classe aussi deuxième de la Clásica de Fusagasugá, tout en ayant gagné une étape.

## Palmarès et résultats

### Par année
- 2020
  - 3e du championnat de Colombie sur route espoirs
- 2023
  - 2e étape de la Clásica de Cómbita
  - Bassano-Monte Grappa
  - 2e de la Clásica de Cómbita
  - 2e de la Vuelta de la Juventud
  - 3e de la Coppa Bologna
- 2024
  - 2e étape de la Clásica de Fusagasugá
  - 6e étape du Tour de Colombie
  - 2e de la Clásica de Fusagasugá
- 2025
  - 2e du Circuito Ciclístico Jenesano

### Classements mondiaux
| Année                                 | 2022  | 2023 | 2024  |
| ------------------------------------- | ----- | ---- | ----- |
| Classement mondial                    | 1924e | nc   | 1969e |
| UCI America Tour                      | 301e  | nc   | nc    |
|                                       |       |      |       |
| Légende : nc = non classéSource : UCI |       |      |       |